# Westville (Indiana)
Westville – miasto w Stanach Zjednoczonych, w stanie Indiana, w hrabstwie LaPorte.